# Leif Wikström
Leif Gordon Wikström (18 de agosto de 1918-27 de enero de 1991) fue un deportista sueco que compitió en vela en la clase Dragon. Participó en los Juegos Olímpicos de Melbourne 1956, obteniendo una medalla de oro en la clase Dragon.

## Palmarés internacional
| Juegos Olímpicos | Juegos Olímpicos      | Juegos Olímpicos | Juegos Olímpicos |
| Año              | Lugar                 | Medalla          | Clase            |
| ---------------- | --------------------- | ---------------- | ---------------- |
| 1956             | Melbourne (Australia) | Medalla de oro   | Dragon           |